# Yang Xiaojun
Yang Xiaojun (chinesisch 楊 曉君; * 18. Mai 1963 in Peking, Volksrepublik China) ist eine ehemalige chinesische Volleyballspielerin und -trainerin.
Yang Xiaojun spielte in der chinesischen Nationalmannschaft als Mittelblockerin und Annahmespielerin. Sie gewann bei den Olympischen Spielen 1984 in Los Angeles die Goldmedaille. Sie wurde 1985 Weltpokalsieger in Japan. 1986 wurde sie Weltmeister in der Tschechoslowakei und wurde zur besten Annahmespielerin gewählt. Bei den Olympischen Spielen 1988 in Seoul gewann sie die Bronzemedaille. Danach spielte Yang Xiaojun beim deutschen Bundesligisten CJD Feuerbach, mit dem sie 1990 und 1991 Deutscher Meister wurde sowie 1990 den DVV-Pokal gewann.
Nach einer Knieverletzung wurde Yang Xiaojun Trainerin in Deutschland. Ihre Stationen waren CJD Feuerbach (1992), die Mädchen-Landesauswahl Baden-Württemberg (1993 bis 1995), der MTV Stuttgart und das Männerteam der SG Leinfelden-Echterdingen (1995 bis 1998), der TV Creglingen (1998 bis 2001) und der TSV Schmiden (2001 bis 2002). Von 2002 bis 2008 war Yang Xiaojun Ausbilderin bei A-Lizenz-Trainerlehrgängen. Von 2008 bis 2011 trainierte sie den Bundesligisten 1. VC Wiesbaden. 2014/15 war sie Trainerin beim Männer-Drittligisten SG Rodheim.